# Monte Bregagno
Monte Bregagno – szczyt w paśmie Prealpi Luganesi, części Alp Zachodnich. Leży w północnych Włoszech w regionie Lombardia, blisko granicy ze Szwajcarią. Należy do podgrupy Prealpi Comasche.